# Рапидс (приход)
Рапидс или Рапи́д (англ. Rapides Parish, фр. Paroisse des Rapides) — приход штата Луизиана, США. Официально образован в 1807 году. По состоянию на 2010 год, численность населения составляла 131 613 человека.

## География
По данным Бюро переписи США, общая площадь прихода равняется 3 527,584 км2, из которых 3 413,623 км2 — суша, и 113,960 км2, или 3,200 %, — это водоёмы.

## Население
По данным переписи населения 2000 года на территории прихода проживает 126 337 жителей в составе 47 120 домашних хозяйств и 33 125 семей. Плотность населения составляет 37,00 человек на км2. На территории прихода насчитывается 52 038 жилых строений, при плотности застройки около 15,00-ти строений на км2. Расовый состав населения: белые — 66,51 %, афроамериканцы — 30,43 %, коренные американцы (индейцы) — 0,74 %, азиаты — 0,86 %, гавайцы — 0,04 %, представители других рас — 0,42 %, представители двух или более рас — 1,01 %. Испаноязычные составляли 1,38 % населения независимо от расы.
В составе 34,60 % из общего числа домашних хозяйств проживают дети в возрасте до 18 лет, 49,70 % домашних хозяйств представляют собой супружеские пары, проживающие вместе, 16,80 % домашних хозяйств представляют собой одиноких женщин без супруга, 29,70 % домашних хозяйств не имеют отношения к семьям, 26,00 % домашних хозяйств состоят из одного человека, 10,30 % домашних хозяйств состоят из престарелых (65 лет и старше), проживающих в одиночестве. Средний размер домашнего хозяйства составляет 2,56 человека, и средний размер семьи 3,09 человека.
Возрастной состав прихода: 27,20 % моложе 18 лет, 9,50 % от 18 до 24, 27,90 % от 25 до 44, 22,40 % от 45 до 64 и 22,40 % от 65 и старше. Средний возраст жителя прихода 36 лет. На каждые 100 женщин приходится 91,70 мужчин. На каждые 100 женщин старше 18 лет приходится 88,00 мужчин.
Средний доход на домохозяйство прихода составлял 29 856 USD, на семью — 36 671 USD. Среднестатистический заработок мужчины был 29 775 USD против 20 483 USD для женщины. Доход на душу населения составлял 16 088 USD. Около 16,40 % семей и 20,50 % общего населения находились ниже черты бедности, в том числе — 26,30 % молодёжи (тех, кому ещё не исполнилось 18 лет) и 16,30 % тех, кому было уже больше 65 лет.